# Korongwe
Korongwe è una circoscrizione mista (mixed ward) della Tanzania situata nel distretto di Nkasi, regione di Rukwa. Conta una popolazione di 17 617 abitanti (censimento 2012).